# HD-VMD

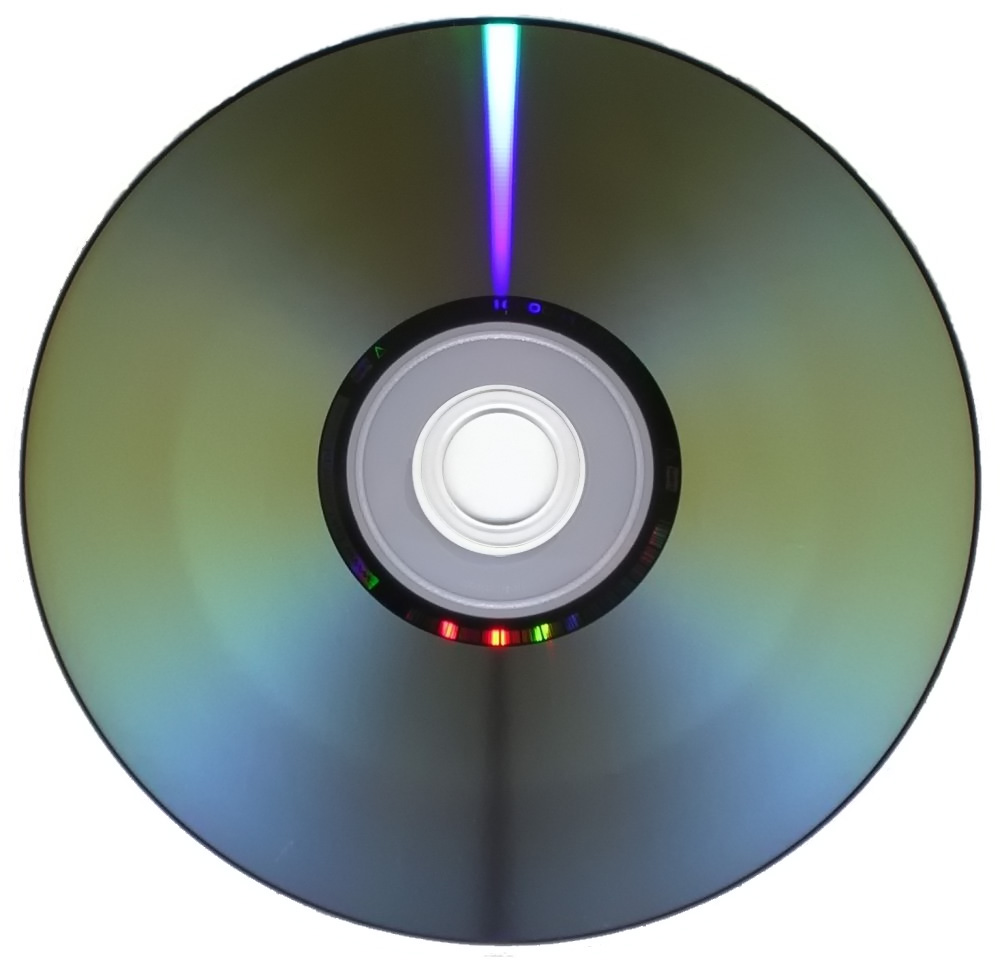
Aspecto de un VMD, siendo en este caso asociado a la campaña de lanzamiento.

El VMD o HD-VMD, sigla del inglés High Definition-Versatile Multilayer Disc, traducido como "disco versátil multicapa de alta definición", es un tipo de discos ópticos que disponen de una tecnología que utiliza la capacidad del láser rojo diseñado por New Medium Enterprises, Inc.[cita requerida]
VMD fue un formato que intentaba competir con otro gran formato de la alta definición que utiliza el láser azul, Blu-ray (BD), los cuales llegan a una capacidad de entre 40 y 50 GB de memoria.
En el CeBIT de marzo de 2006, NME mostró un prototipo de reproductor VMD y anunció que esperaban lanzar el formato en el tercer trimestre de ese mismo año. Su intención, para competir contra estos formatos e introducirse en el mercado, es comenzar por el mercado chino e indio para más tarde expandirse por el este de Europa, Rusia y América del Sur. Tenían en mente firmar un contrato con compañías productoras de Bollywood como Eros Group intentando lanzar al menos 50 películas antes del fin de año de 2006.
En el Consumer Electronics Show de 2007 se presentó el primer reproductor de películas VMD al precio de 175 dólares, que es una clara ventaja frente a otros reproductores de alta definición que tenían costos mayores de 500 dólares. Se espera que realmente se lance el formato acompañado de este reproductor en los distintos países.

## Especificaciones técnicas
A pesar de la poca información disponible, los discos se basan en un formato parecido al DVD utilizando varias capas hasta un máximo de 20 capas para almacenar la suficiente información como para reproducir un formato de alta definición a 1080p. Con 4 capas se pueden conseguir 24 GB de información esperando aumentar con la introducción de más capas hasta los 60 GB de información.
Mientras que en un disco Blu-ray se utiliza el láser azul, VMD utiliza el láser rojo significando que almacena menos información que sus competidores. Sin embargo, estos formatos utilizan de momento solamente 1 o 2 capas, experimentando con las 4 capas, mientras que el VMD ya utiliza como estándar 4 capas consiguiendo 20 GB, que es comparable a una sola capa de HD DVD (15 GB) o una sola capa de BD (25 GB).
Gracias a la capacidad de 20 GB permite reproducir películas en alta resolución (HDTV) como sus rivales. Este formato era la versión NTSC de HD DVD vendido en Estados Unidos.

## Acuerdos
Además de los acuerdos realizados con productoras chinas e indias (Bollywood), las cuales fueron sus primeros acuerdos, luego se encontraban en conversaciones para introducirse en el mercado francés o en el mercado alemán mediante el distribuidor VCL.